# Spider Loc
Curtis Williams, beter bekend als Spider Loc, is een Amerikaanse rapper afkomstig uit Compton, VS. Hij werd in 2005 contractueel vastgelegd door 50 Cent's G-Unit Records en is ook CEO van G-Unit West.

## Biografie
Spider Loc werd ontdekt door Suge Knight, de mede-oprichter van Death Row Records, maar kreeg er nooit een deal. Pas in 2004 werd Spider Loc opnieuw erkend door G-Unit rapper Young Buck. Op de video-set van Buck's single "Shorty Wanna Ride" ontmoette hij Spider Loc, die een a capella voor hem deed. Young Buck was onder de indruk en stelde hem voor aan 50 Cent. Ook die was zeer onder de indruk en een paar maanden later stond Spider Loc getekend bij G-Unit Records. Hoewel zijn eerste album "World Wide Web" eind 2005 zou uitkomen, werd het meerdere keren uitgesteld en staat het nu gepland voor 2008. Om zich intussen gereed te maken voor zijn debuutalbum bracht hij op 11 september 2007 een EP uit, genaamd "West Kept Secret: The Prequel". In 2008 kwam dan een onafhankelijk uitgebracht album genaamd "D& 1 U Luv 2 hate uit.

## Ruzie
Spider Loc stal ooit een ketting van rapper Yukmouth. Spider Loc heeft onder andere nog ruzie met: The Game, Ice-T, Young Buck & Snoop Dogg

## Acteren
Spider Loc heeft in 2004 samen met rapper Crooked I in de film Bank Brothers gespeeld. In 2007 verscheen hij in een aflevering van Cold Case. Spider Loc heeft ook een kleine rol gespeeld in Numb3rs als gevangene, en in de serie Weeds als 'Two-Strikes'. De film Paroled, waarin ook Master P speelt, moet nog uitkomen.

## Discografie

### Albums
- 2007: "West Kept Secret: The Prequel" (EP)
- 2008: "World Wide Web"
- 2008: "Da 1 U Love 2 Hate"

### Singles
- "Blutiful World"
- "I Like"
- "Cry & Cry (ft. L.O.V.E.)

- Bibliothèque nationale de France: cb150385808 (data)
- International Standard Name Identifier: 0000 0000 5491 7544
- Library of Congress Control Number: no2005081380
- MusicBrainz: a964f2f7-0f00-4493-bb03-93c53afc5a69
- Virtual International Authority File: 74135674
- WorldCat: E39PBJyhdhQ63wVRPFYHprxFKd